# Agesia
Agesia, o Egesia di Siracusa (in greco antico: Ἀγησίας), era amico e collaboratore del tiranno Ierone, protettore di Pindaro. Come viene narrato nell'Olimpica VI vinse con il carro da mule nel 468 a.C.
Pindaro narra le origini mitologiche della famiglia degli Iamidi a cui Agesia apparteneva; una fanciulla, di nome Evadne cerca di nascondere il frutto del suo amore con il dio Apollo, esponendo il bambino, Iamo, in un bosco, dove viene protetto dagli dei e nutrito dagli animali feroci. Iamo viene infine ritrovato e da lui deriverà questa gloriosa famiglia.